# Šen-nung

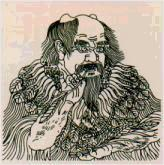
Šen-nung

Šen-nung (čínsky 神农 Shénnóng, často nazýván „Božský zemědělec“ nebo „Božský hospodář“) je čínský mytologický císař (druhý z trojice mytických čínských císařů), který žil údajně v letech (2737–2697 př. n. l.). Je považován za zakladatele farmakologie a bylinné léčby. Kromě toho je také uctíván jako kulturní hrdina v Číně a ve Vietnamu. 

## Mytologie
Podle čínské mytologie byl Šen-nung druhý ze tří mytických císařů a je známý jako „Bůh čínské bylinné medicíny“. Narodil se ve 28. století př. n. l. Jeho matkou byla údajně princezna a otcem nebeský drak. Byl považován za muže s nejvyšší mocí, měl hlavu býka a tělo muže. Promluvil již tři dny po jeho narození a začal chodit za týden. Pole začal orat, když mu byly tři roky.

### Farmakologie
Šen-nung je považován za „Boha čínské bylinné medicíny“, protože učil lid, jak užívat čínské byliny k léčení nemocí. Říká se o něm, že identifikoval a testoval stovky bylin. Osobně je všechny ochutnal, aby zjistil jejich léčivou moc a jak účinkují na lidské tělo. Dle legendy má Šen-nung průhledný žaludek, aby věci, které jedl, byly jasně vidět. Díky této mimořádné vlastnosti poznal, které rostliny mají léčivé účinky a které naopak jsou jedy.  Obecně je také považován za otce tradiční čínské medicíny. Říká se, že vylepšil terapeutické měření pulzu, akupunktury a moxování.

#### Pen-Cchao-Ťing

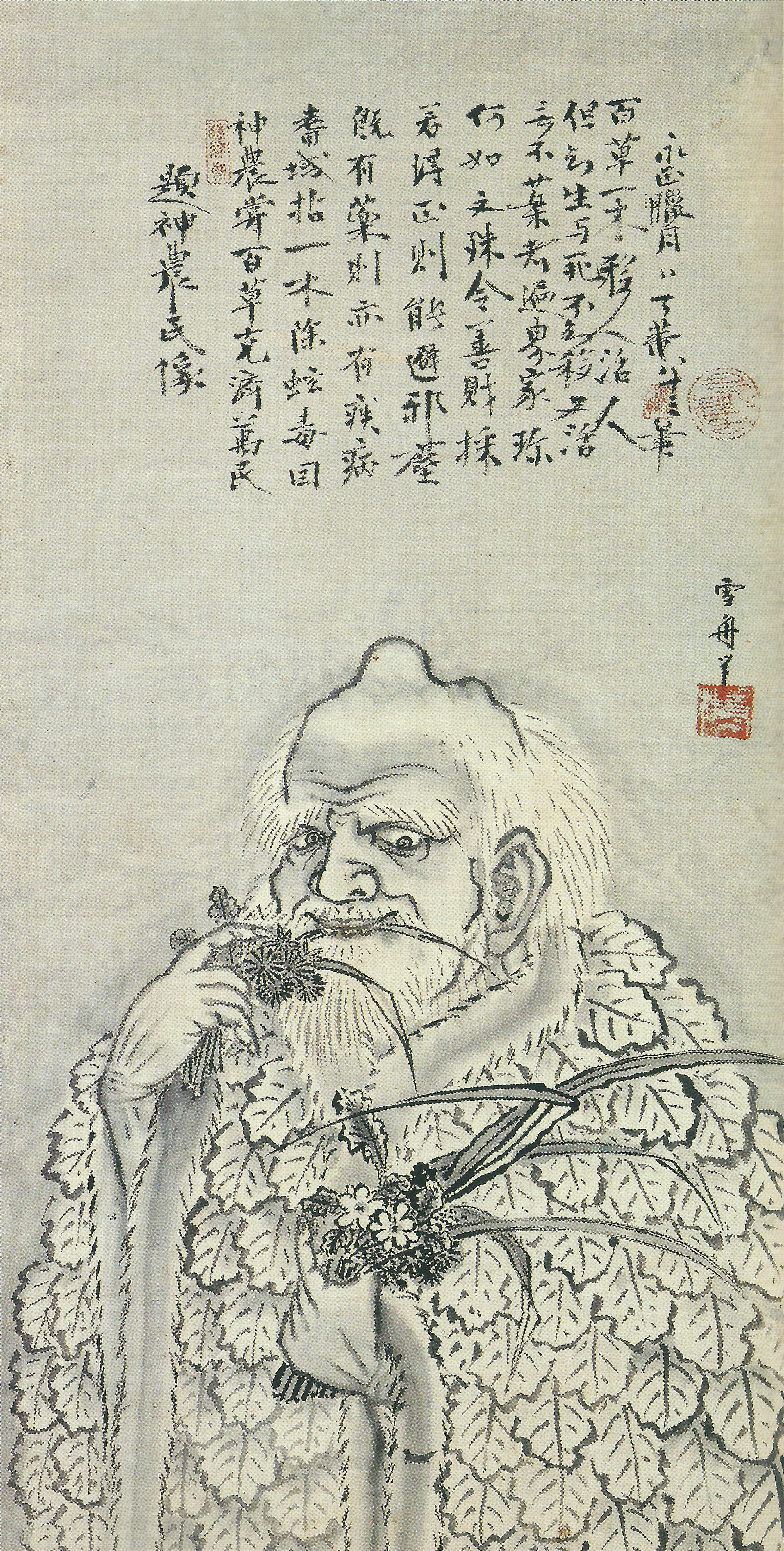
Šen-nung

Říká se, že většinu svých praktik a léčivých rostlin Šen-nung zapsal do knihy Pen-Cchao-Ťing (本草经 Běncǎo Jīng), což je čínská kniha o zemědělství, léčivých rostlinách a lékařských praktikách. Vědci se domnívají, že text je kompilací orálních tradic napsaných mezi lety 200–250 n. l.
První část knihy obsahovala 120 léků označených jako neškodné pro člověka a stimulačními vlastnostmi, např. houba reiši, ženšen, pomeranč, čínská skořice nebo kořen lékořice. 
Druhá část je věnována 120 terapeutickým látkám, které jsou určené k léčbě nemocných, ale s možnými toxickými vlastnostmi různého stupně, např. zázvor, pivoňka a okurka. 
V poslední části je 125 látek, které mají silný nebo prudký účinek, např. rebarbora a broskve. 
Tato práce je považována za nejstarší čínský lékopis. Katalogizovaných 365 léčivých rostlin a plodin se později staly základem studií v Číně po tisíce let, a byly považovány za jeden z klíčových důvodů pro moderní čínské léčivé postupy dodnes.

### Čaj
Za jeden z Šen-nungových objevů je také považován čaj. Jedna z legend praví, že císař jednoho dne seděl pod čajovým stromem a vařil si vodu, protože byl zastáncem toho názoru, že převařená voda má spoustu zdravotních účinků. Vítr lehce zafoukl a lístek z čajového stromu spadl do nádoby vařící vody. Když se napil tohoto nálevu, byl ohromen delikátní chutí a cítil se velmi osvěžený a povzbuzený. Celý natěšený začal čaj všem doporučovat, tvrdil, že „čaj dá ráznost tělu, spokojenost mysli a odhodlání smyslu“
Druhá legenda praví, že zhruba před pěti tisíci lety lidé bojovali s hladem a s velkým množství nemocí. Císař Šen-nung se snažil najít lidem jídlo a léky, které by jim pomohly. Procházel se mezi lesy a horami a ochutnával obrovské množství bylin, aby otestoval jejich léčivé vlastnosti. Jednoho dne, zkonzumoval 72 různých bylin, které ho přiváděli k otravě. Cítil se slabý, vrávoral a když padal, uchopil nějaké listy, čajové listy. Spolknul je a najednou se celé jeho tělo začalo uzdravovat. Rostlina ho mile překvapila a celý ohromen ji začal všem v okolí doporučovat. Rozhodl se pojmenovat ji čcha 查, což znamená v překladu „vyšetřit“. Později se čaj začal označovat znakem 茶, se stejnou výslovností, jako je známý dodnes. 

### Zemědělství

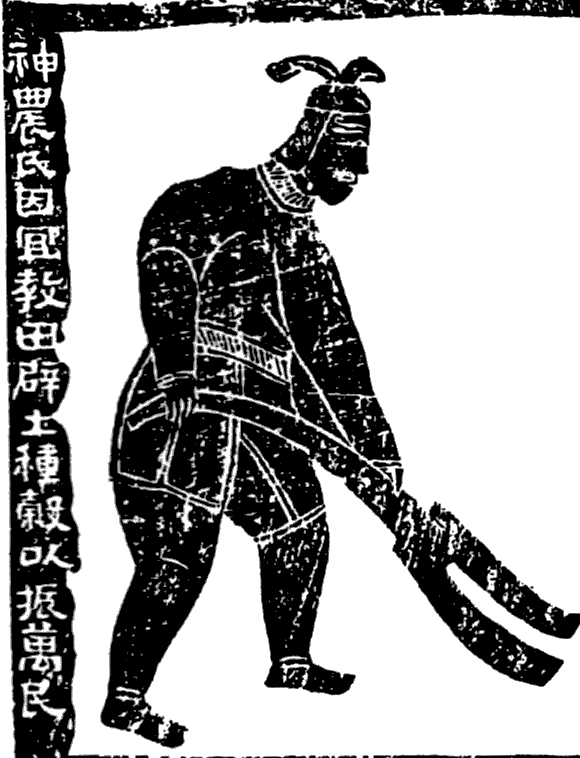
Šen-nung

Šen-nung údajně objevil plodiny jako je pšenice, rýže, proso, fazole a čirok. Těmto plodinám se lidově říkalo „pět zrn“ a proto se často Šen-nungovi přezdívá „Císař pěti zrn“. 
Vynalezl také pluh, motyku, sekeru, zavlažování, uchovávání semen a zavedení dne díkůvzdání. Učil své lidi, aby byli farmáři.

### Jeho smrt
Šen-nung údajně zemřel při předávkování jedovaté byliny v důsledku experimentu, pro který nebyl schopen včas získat protijed. Zřejmě v experimentu, který vedl k jeho smrti, snědl žlutý květ plevelu, který způsobil prasknutí střev.

## Etymologie
Jméno Šen-nung se skládá ze znaků 神, což znamená „Bůh, božstvo“ a 农, což znamená „rolník“ nebo „zemědělec“. Doslova tedy je jeho jméno „Božský zemědělec“. Je také známý jako „Bůh pěti zrn“ (五谷神 Wǔgǔ Shén).